# 宇佐道路
宇佐道路，是一條連接山下十字路口與宇佐IC的國道10號繞道（自動車専用道路），為北大道路的一部分。此繞道兩端則連接中津繞道與宇佐別府道路（與東九州自動車道重疊）。全線免費通行。
此道路在未來將可以連接東九州自動車道北九州方向。

## 概要
- 起點：大分縣宇佐市大字山下字猿渡前1225番地5
- 終點：大分縣宇佐市大字山本字糸永397番地3
- 全長：4.9km
- 規格：第1種第3級和第4種第1級
- 道路寬度：25.0m
- 行車線：部分4線，部分暫定2車線

## 年表
- 1993年3月 - 全線開通。

## 交流道與出入口
- 山下十字路口（連接國道10號、大分縣道660號山袋久久姥線）（中津繞道）
- 四日市IC
- (4) 宇佐IC（連接宇佐別府道路（與東九州自動車道重疊））

## 外部連結
- 國土交通省 九州地方整備局 大分河川國道事務所（页面存档备份，存于）